# Gornji Klasnić
Gornji Klasnić is een plaats in de gemeente Glina in de Kroatische provincie Sisak-Moslavina. De plaats telt 75 inwoners (2001).